# Никея Македонская
Ни́кея Македонская (др.-греч. Nίκαια) — дочь наместника Македонии Антипатра, жена правителя Фракии Лисимаха.
В молодости Никея была посватана к регенту Македонской империи Пердикке. Брак должен был закрепить союз между двумя наиболее влиятельными военачальниками империи Антипатром и Пердиккой. Вследствие интриг царствующей в Эпире матери Александра Македонского Олимпиады свадьба не состоялась, после чего Антипатр присоединился к коалиции диадохов, которые объявили войну Пердикке. Никею выдали замуж за другого видного военачальника Лисимаха, от которого она родила по меньшей мере сына и двух дочерей, одна из которых стала египетской царицей. В честь Никеи была переименована столица Вифинии.

## Биография
Никея родилась в семье одного из наиболее видных военачальников и приближённых царя Македонии Филиппа II Антипатра. У Антипатра, кроме Никеи, было по меньшей мере 10 детей — 3 дочери и 7 сыновей. По утверждению Г. Берве Никея была третьей, А. С. Шофмана — первой по старшинству дочерью Антипатра и родилась после 350 года до н. э. Во время походов Александра Македонского отец Никеи Антипатр был бессменным наместником царя в Македонии.
После смерти Александра в 323 году до н. э. возник вопрос как о наследнике, так и о перераспределении власти в Македонской империи. Между регентом империи Пердиккой и Антипатром начались переговоры о создании союза, который должен был закрепить брак Пердикки с Никеей. Согласно мнению историка И. Г. Дройзена инициатором переговоров был Пердикка. Брат Никеи Иолла и Архий в 322 году до н. э. доставили девушку для предстоящей свадьбы в Вавилон. Данный брак противоречил интересам матери Александра Олимипады, которая правила в Эпире и была одним из главных врагов Антипатра. Для того, чтобы расстроить свадьбу и союз двух наиболее влиятельных персоналий в Македонской империи, она предложила Пердикке жениться на своей дочери Клеопатре, первый муж которой погиб ещё в 331 году до н. э. Брат Пердикки Алкета советовал отдать предпочтение Никее, в то время как один из приближённых регента Эвмен — Клеопатре. Брак с дочерью Филиппа II и сестрой Александра мог легитимизировать притязания Пердикки на царский трон. Об этих планах стало известно Антипатру, который на этом фоне был вынужден прекратить войну с этолийцами. В античных источниках имеются определённые разночтения относительно свадьбы Пердикки с Никеей. Согласно Юстину брак не состоялся, Диодору Сицилийскому и Арриану — Пердикка на короткое время женился на Никее, однако затем развёлся, чтобы взять в жёны Клеопатру.
Как бы то ни было Никея вернулась домой к отцу, что расстроило создание союза между двумя военачальниками. На этом фоне отец Никеи Антипатр присоединился к коалиции диадохов, которые выступили против Пердикки. По версии М. Лайтман, для того, чтобы заручиться поддержкой сатрапа соседней с Македонией Фракии Лисимаха, Антипатр выдал Никею за него замуж. Таким образом военачальник, который до этого был одним из самых преданных приближённых Пердикки, во время Первой войны диадохов сохранил нейтралитет. По утверждению Д. Грэйнджера, Никею выдали замуж за Лисимаха уже после поражения Пердикки во время очередного передела империи в Трипарадисе.
В браке с Лисимахом Никея родила по меньшей мере трёх детей — Агафокла, Арсиною и Эвридику, которую назвали в честь сестры Никеи. Лисимах переименовал в честь супруги столицу Вифинии Антигонию. На данный момент город находится на территории Турции и называется Изник. Сын Никеи Агафокл был убит по приказу отца в 284 году до н. э., а дочери стали жёнами эллинистических царей: Арсиноя — царя Египта Птолемея II Филадельфа, а Эвридика — царя Македонии Антипатра I. Существует предположение, что у Никеи была ещё одна дочь, которую Лисимах выдал замуж за правителя гетов Дромихета. Возможно, что в данном случае речь идёт о дочери Лисимаха от другой женщины.
О дальнейшей жизни Никеи ничего неизвестно. Возможно, она умерла до 302 года до н. э., когда Лисимах женился вторым браком на Амастриде.

### Исследования
- Дройзен И. Г. История эллинизма. — Ростов-на-Дону: Феникс, 1995. — Т. 2. — 544 с. — ISBN 5-85880-079-3.
- Шофман А. С. Распад империи Александра Македонского / Печатается по постановлению редакционно-издательского совета Казанского университета. Отв. редактор В. Д. Жигунин. — Казань: Издательство Казанского университета, 1984.
- Berve H. 552. Nίκαια // Das Alexanderreich auf prosopographischer Grundlage (нем.). — München: C. H. Beck`sche Verlagsbuchhandlung, 1926. — Bd. 2. — S. 274.
- Carney E. D. Women and Monarchy in Macedonia (англ.). — Norman: University of Oklahoma Press, 2000. — ISBN 0-8061-3212-4.
- Grainger J. D. Antipater’s Dynasty (англ.). — Yorkshire; Philadelphia: Pen & Sword Military, 2019. — 271 p. — ISBN 978-1-52673-088-6.
- Heckel W. Who's Who in the Age of Alexander the Great: Prosopography of Alexander's Empire (англ.). — Malden; Oxford; Carlton: Blackwell Publishing, 2006. — ISBN 1-4051-1210-7.
- Lightman M., Lightman B. Nicaea (I) // A to Z of Ancient Greek and Roman Women (англ.). — rev. ed. — New York: Facts on File, 2008. — P. 233. — ISBN 0-8160-6710-4.